# 275-ös busz (Budapest)
A budapesti 275-ös jelzésű autóbusz Rákoscsaba vasútállomás és a Piski utca (óvoda) között közlekedik. A járaton mikrobuszok közlekednek, 6 és 9 óra, valamint 14 és 19 óra között fix menetrenddel, egyéb időszakban telebusz rendszerben, csak igény esetén. A viszonylatot a Budapesti Közlekedési Zrt. üzemelteti.

## Története
2023 novemberében a BKK társadalmi egyeztetésre bocsátotta a Rákosmentén tervezett új buszhálózatot, ennek egyik eleme a Telebusz-szolgáltatás kibővítése. A javaslatban szereplő új buszjárat Rákoscsaba-Újtelep vasútállomástól a Bártfai utcán a Piski utcáig járt volna, azonban mindkét irányban meghosszabbítva, Rákoscsaba vasútállomás és a Piski utcai óvoda között indult el 2024. február 5-én.

## Útvonala
| Piski utca (óvoda) felé |
| Rákoscsaba vasútállomás vá. – Szent Imre herceg út – Bártfai utca – Piski utca – Piski utca (óvoda) vá.                                                     |
| Rákoscsaba vasútállomás felé |
| Piski utca (óvoda) vá. – Piski utca – Ároktó út – Petri utca – Részes utca – Piski utca – Bártfai utca – Szent Imre herceg út – Rákoscsaba vasútállomás vá. |

## Megállóhelyei
| 0 | Rákoscsaba vasútállomás végállomás | 7 | 98, 176E, 198, 269, 298 482, 504 S80 |
| A kék hátterű megállóhelyeken a Piski utca felé csak felszállás, Rákoscsaba vasútállomás felé csak leszállás céljából áll meg. |                                    |   |                                      |
| 0 | Tura utca                          | 6 | 98, 176E                             |
| 1 | Rákoscsaba-Újtelep vasútállomás    | 5 | 98, 176E, 297 S80                    |
| 2 | Harsona utca                       | 4 | 98                                   |
| 3 | Bártfai utca / Diadal utca         | 3 | 98, 176E, 276E                       |
| 3 | Jászapáti utca                     | 3 |                                      |
| 4 | Bártfai utca / Ananász utca        | 2 | 198, 276E                            |
| 5 | Ezüst utca                         | 2 |                                      |
| 5 | Kálnok utca                        | 1 |                                      |
| ∫ | Piski utca / Bártfai utca          | 1 |                                      |
| ∫ | Részes utca                        | 0 |                                      |
| 7 | Piski utca (óvoda) végállomás      | 0 |                                      |